# Термоелектрана Костолац Б
Термоелектрана „Костолац Б“ (ТЕ „Костолац Б“ или ТЕ-КО Б) ради у оквиру привредног друштва Термоелектране и копови „Костолац“ д.о.о. Термоелектране „Костолац“ су друге по величини термоелектране у Србији, која се снабдевају нискокалоричним лигнитом из Костолачких површинских копова.
Налази се на око 50 km низводно од Београда, на ушћу Млаве у Дунав у селу Костолац. Састоји се од два блока: Б1 производног капацитета од 345 MW, који је почео са производњом 1987. године и генератора Б2 са истим капацитетом, који је отпочео са производњом 1991. године:
После реконструкције блока Б1 2012. године и блока Б2 2014. године, снага оба блока је повећана на 350MW.
У току је изградња трећег блока Б3, инсталисане снаге 350МW, за коју се очекује да буде завршена и синхронизована на мрежи током августа 2024. године.
| ТЕ-КО Б   | ТЕ-КО Б    |
| генератор | снага (MW) |
| --------- | ---------- |
| Б1        | 350        |
| Б2        | 350        |
| Б3        | 350        |